# ゴルフパーク酒田
ゴルフパーク酒田（ゴルフパークさかた）は、山形県酒田市にあるゴルフ場である。

## 概要
「ゴルフパーク酒田」は、山形県の北西、酒田市の東方の庄内平野、日本海を望む標高300メートル程の鷹尾山頂付近に位置し、東に日本海と北に東北第2位の標高を持つ日本百名山の秀峰鳥海山を望むことが出来る自然に恵まれた景観のロケーションの所にある。
1970年（昭和45年）代中期、新たなゴルフ場の建設に向けて、建設用地の酒田市北沢地区に、コース設計はグラハム・マーシュに、大西久光に監修を依頼し、18ホール規模のゴルフ場の造成工事が着工された新たなゴルフ場の建設に向けて始動したことに始まる。 1976年（昭和51年）9月5日、18ホールの造成工事が完了し、開場された。
コースは、グラハム・マーシュが日本で最初に設計したゴルフ場で、丘陵コースではあるがコース全体には比較的フラットである。アウトコースの月山コースは、伸びやかな設計で池が多いのが特徴で、距離はないがセカンドショットの正確さが要求される。インコースの鳥海コースは、距離はアウトコースより多少長いが、戦略性に富んだホールが多い。
ゴルフパーク酒田は、開場時のクラブ名称は「酒田カントリークラブ」といい、「株式会社庄内東信グリーンビジネス」によって経営されていたが、2012年（平成24年）1月30日、東京地裁より破産手続開始の決定を受け倒産した。その後、同年6月、破産管財人から「株式会社アイランドゴルフ」が取得し傘下に収め、クラブ名が「アイランドゴルフパーク酒田」の名称変更された。
2018年（平成30年）3月1日、経営会社が株式会社アイランドゴルフパーク酒田から「株式会社ゴルフパーク酒田」に変更され、それに伴いゴルフ場名称が「ゴルフパーク酒田」に名称変更された。

## 所在地
〒998-0801 山形県酒田市北沢字鷹尾山1-6

## コース情報
- 開場日 - 1976年9月5日
- 設計者 - グラハム・マーシュ、大西久光（監修）
- 面積 - 1,200,000m2（約36.3万坪）
- コースタイプ - 丘陵コース
- コース - 18ホールズ、パー72、6,330ヤード、コースレート71.5
- フェアウェー - コウライ
- ラフ - ノシバ
- グリーン - 1グリーン、ベント（ペンクロス）
- ラウンドスタイル - 全組セルフプレー、セルフ&スループレー、2サム保障、乗用カート(5人乗り)、乗用カート(2人乗り)リモコン式
- 練習場 - 無し
- 休場日 - 無休、12月から3月下旬冬期間クローズ[5]

## ギャラリー
- コース - 「ゴルフパーク酒田」、コース情報、2021年10月27日閲覧

## 交通アクセス
鉄道（JR東日本）
- 山形新幹線 - 新庄駅より タクシー利用 約50分
- 羽越本線 - 酒田駅より タクシー利用 約25分[6]

道路
- 東北自動車道 - 酒田中央ICより 約15分[6]

## 関連文献
- 『ゴルフ場ガイド 東版』、2006-2007、「ゴルフパーク酒田」、東京 ゴルフダイジェスト社、2006年5月、2021年10月27日閲覧